# Jacksboro (Texas)
Jacksboro település az Amerikai Egyesült Államok Texas államában, Jack megyében, melynek megyeszékhelye is. Lakosainak száma 4184 fő (2020. április 1.).

## Népesség
A település népességének változása:

| 2010 | 4 511 |
| 2020 | 4 184 |